# Naupoda strigifera
Naupoda strigifera är en tvåvingeart som beskrevs av Meijere 1919. Naupoda strigifera ingår i släktet Naupoda och familjen bredmunsflugor. Inga underarter finns listade i Catalogue of Life.